# Clathrulinidae
Die Clathrulinidae sind eine Familie heterotropher Einzeller (Protisten), die systematisch lange als Sonnentierchen angesehen wurden, heute jedoch zu den Cercozoa gestellt werden. Häufig wird für die Gruppe auch der Name Desmothoracida verwendet.

## Merkmale
Die Clathrulinidae sind einzellige Lebewesen. Sie sind Amöben mit steifen Pseudopodien (Axopodien) und sitzen in einer Lorica aus organischem Material. Häufig sind diese gestielt. Die Axopodien reichen durch Löcher in der Lorica nach außen. Dieses Sonnentierchen-Stadium erzeugt zweigeißelige, bewegliche Zellen, aus diesem Stadium entstehen wiederum amöboide Formen mit steifen, aber beweglichen Pseudopodien. 
Die Mitochondrien besitzen tubuläre Cristae. Die Mikrotubuli, die die Pseudopodien stützen, sind nicht geometrisch oder lose hexagonal angeordnet, es gibt auch kein Mikrotubuli-organisierendes Zentrum. Dictyosomen kommen in großer Zahl vor. Als Extrusomen kommen Kinetozysten mit konzentrischem Kern und Gürtel vor. 

## Systematik
Die Clathrulinidae wurden lange zu den Sonnentierchen (Heliozoa) gestellt, die jedoch keine natürlich Verwandtschaftsgruppe sind. Aufgrund molekulargenetischer Merkmale werden die Clathrulinidae zu den Cercozoa gestellt. Adl et al. stellen sie zusammen mit den Gymnosphaerida in die Gruppe Nucleohelea. Nahe Verwandte sind Massisteria und Gymnophrys Zusammen mit diesen stehen sie an der Basis der Kern-Cercozoa.
Zur Familie werden drei Gattungen gezählt:
- Clathrulina
- Hedriocystis
- Cienkowskya

Adl et al. zählen zusätzlich Servetia als incertae sedis zur Familie.

## Belege
- Sina M. Adl et al.: The New Higher Level Classification of Eukaryotes with Emphasis on the Taxonomy of Protists. The Journal of Eukaryotic Microbiology, Band 52, 2005, S. 399–451. doi:10.1111/j.1550-7408.2005.00053.x.
- David J. Patterson: The Diversity of Eukaryotes. In: The American Naturalist. Band 154, Supplement 4, Oktober 1999, ISSN 0003-0147, S. 96–124, doi:10.1086/303287 (= Laura A Katz: Evolutionary relationships among eukaryotes: a symposium. University of Chicago Press, Chicago 1999).